# Synagogue de Hampstead

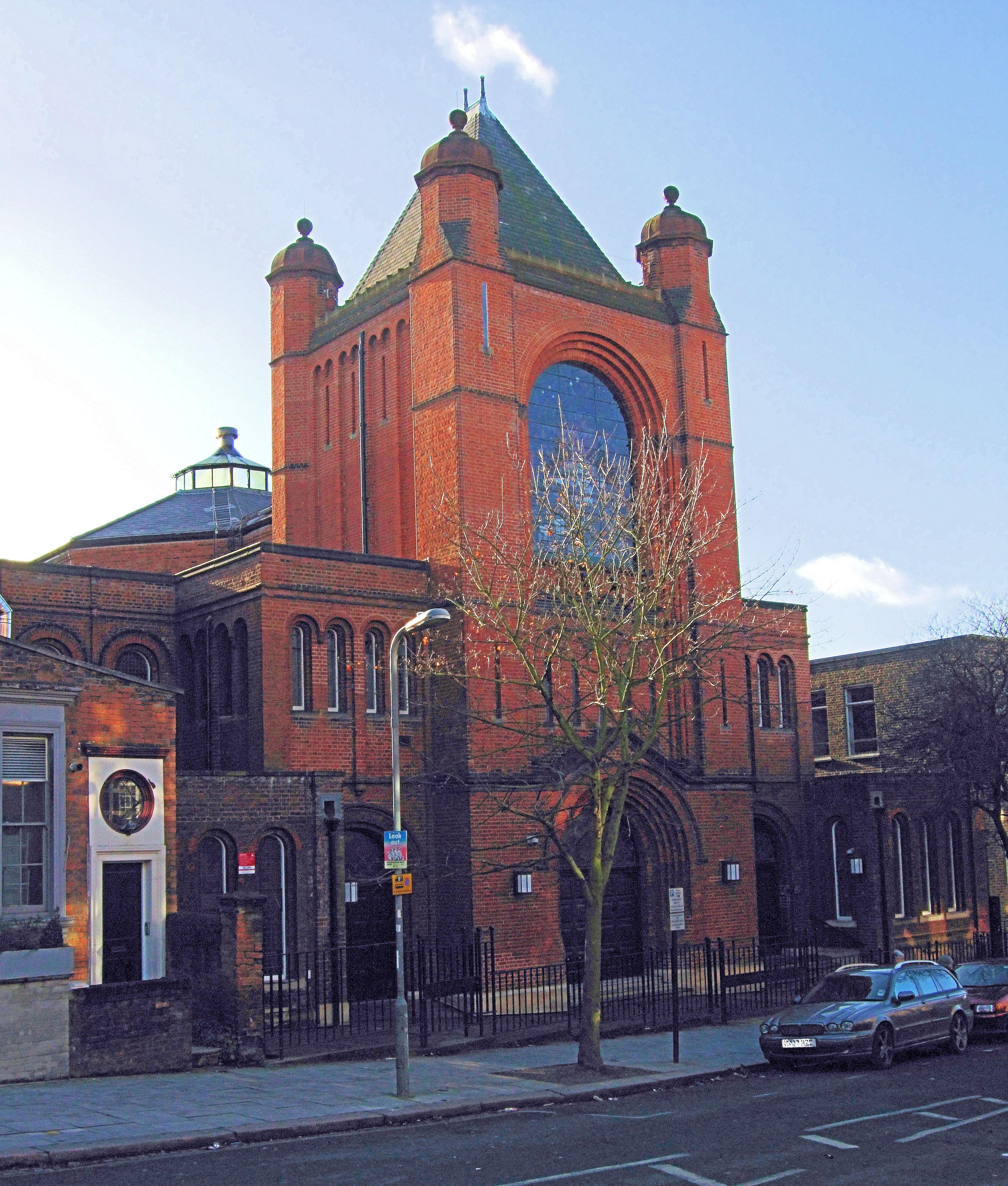
Hampstead Synagogue

Hampstead Synagogue est une synagogue juive orthodoxe basée à Dennington Park Road, West Hampstead, à Londres. La synagogue, construite entre 1892 et 1901, est classée Grade II au patrimoine anglais. La synagogue est gérée sous les auspices de la United Synagogue . 
La communauté organise également des événements d'apprentissage, des concerts et des réunions sociales pour les membres et les visiteurs. Ceux qui assistent aux offices se rencontrent à Dennington Park Road, à West End Lane. La synagogue de Hampstead organise certaines des plus grandes célébrations saisonnières de la région. 